# Olympic Mountains
De Olympic Mountains is een bergketen in het noordwesten van de Amerikaanse staat Washington op de Olympic Peninsula. Het behoort tot het beschermd natuurgebied van het Olympic National Park. Mount Olympus vormt de hoogste top in de keten met 2428 m.